# Manecilla (cantería)
En cantería, se llamaba manecilla  al último aparejo empleado en el pulimento de los mármoles. 
Se componía de huesos calcinados, pulverizados y tamizados. Los huesos solían proceder de manos de carnero (de aquí su nombre). Cuando se empleaban en mármoles blancos, se les agregaba flor de azufre o, en su defecto, peróxido de estaño, al que también se solía añadir un poco de alumbre. Esta sustancia servía para agilizar la operación, pero el lustre que producía era menos duradero.
El aparejo compuesto así se aplicaba al mármol, después de labrado, asperonado y apomazado y con una muñeca o boliche de trapo, llamado «taco» en los talleres, se frotaba sobre la superficie el tiempo suficiente hasta dejarlo brillante. 
Para los mármoles negros o de color se ponía un poco de almazarrón en el aparejo.